# 1752
1752 (MDCCLII) byl rok, který dle gregoriánského kalendáře započal sobotou.

## Události

### Česko
- 10. května – Na zámku v Jaroměřici nad Rokytnou zemřel Jan Adam z Questenberka, poslední člen rodu.
- V Brně byla zřízena Úvěrní banka.
- V Praze byl postaven palác Sylva-Taroucca.
- Zřízena dvorská zdravotní deputace, nejvyšší zdravotní orgán Habsburské monarchie.[1]

### Svět
- 14. září – V Království Velké Británie byl zaveden gregoriánský kalendář. Po 2. září juliánského kalendáře následovalo 14. září gregoriánského kalendáře.
- Ve střední Asii byla založena ruská kozácká pevnost Petropavl.

## Vědy a umění
- 15. června – Americký přírodovědec Benjamin Franklin provedl experiment s létajícím papírovým drakem, při kterém použil vlhký konopný provaz a domovní klíč, aby demonstroval elektrickou povahu blesku a ukázal, že blesk je elektrickým jevem. To mělo význam pro pochopení a vývoj bleskosvodu a dalších ochranných zařízení.
- 31. července – František I. Štěpán Lotrinský nechal ve Vídni u zámku Schönbrunn zřídit zvěřinec, předchůdce pozdější zoologické zahrady.

### Stavby z roku 1752

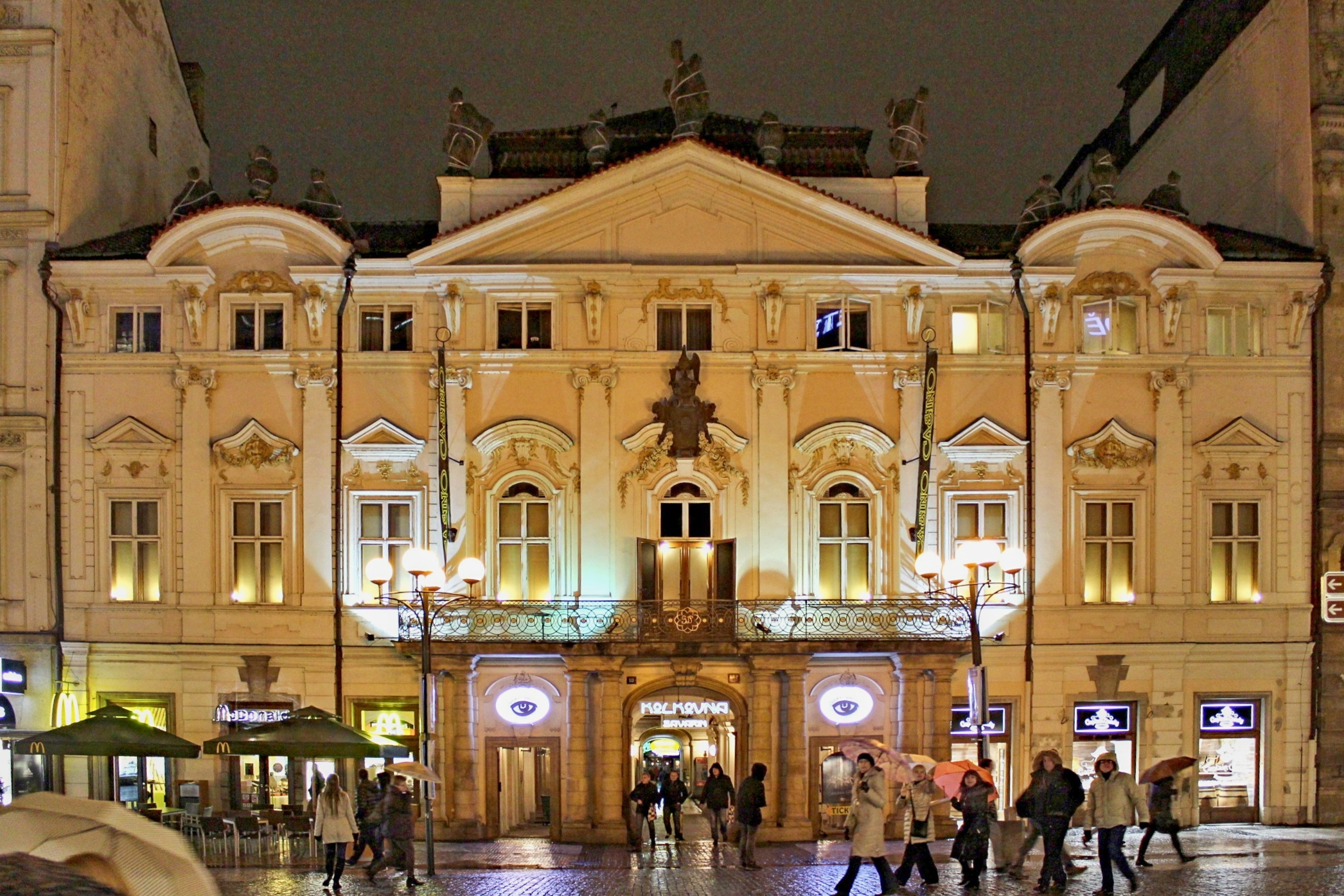
Palác Sylva-Taroucca v Praze na Příkopě
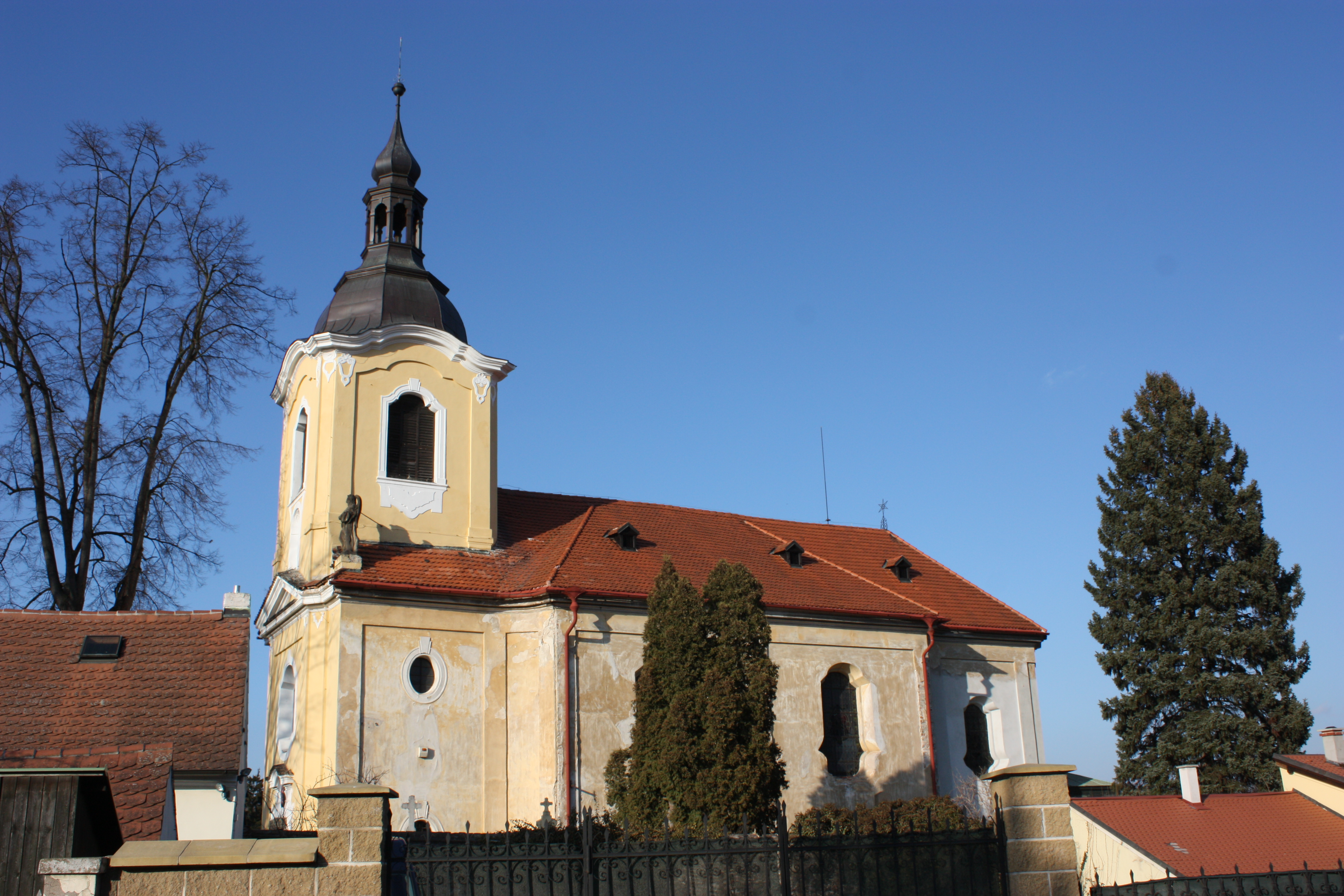
Kostel svatého Mořice v Řevnicích
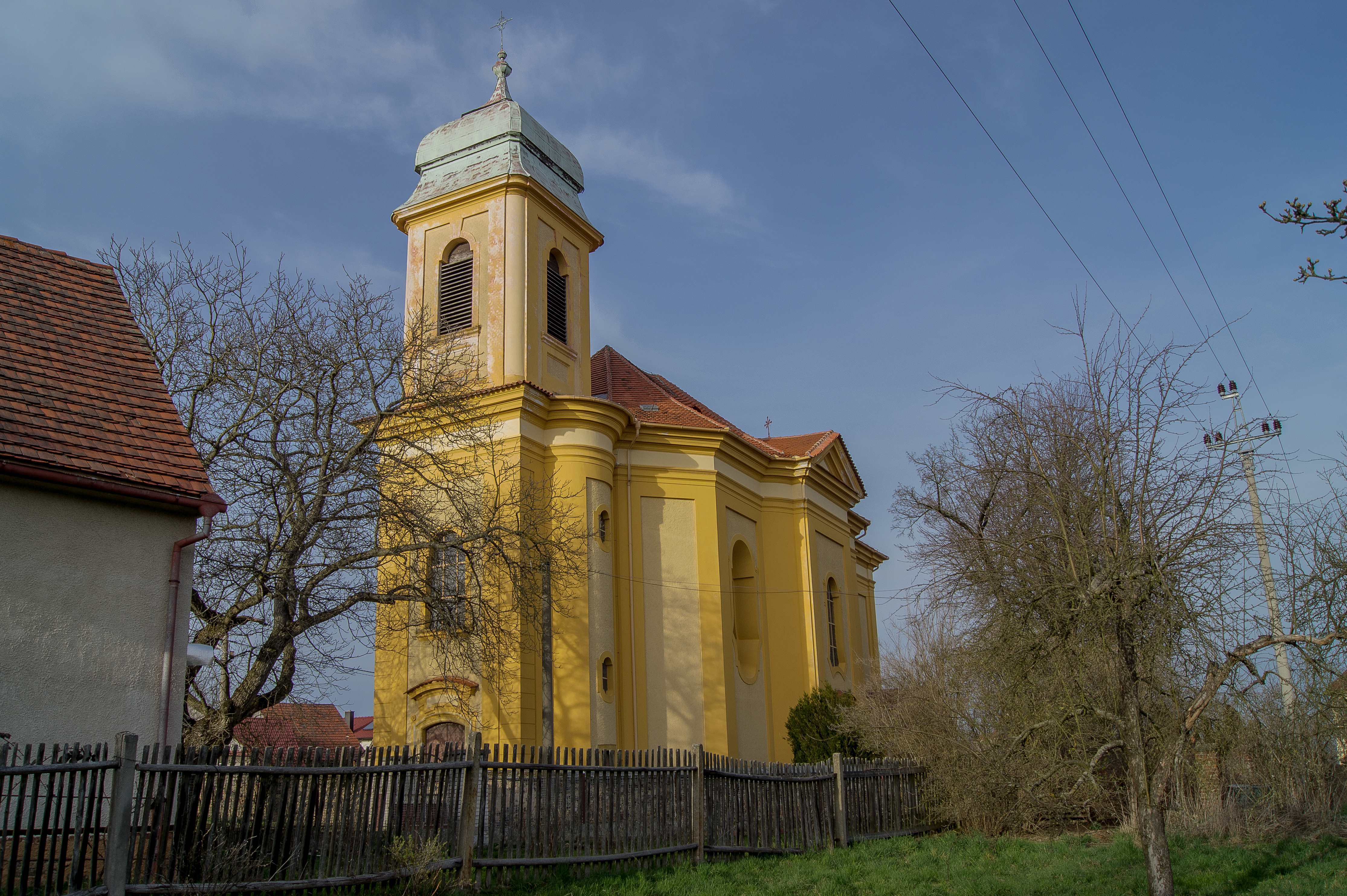
Kostel svatého Martina ve Chválenicích

## Narození

### Česko
- 16. ledna – František Antonín Steinský, vědec, historik, malíř, učitel krasopisu († 8. března 1816)
- 25. února – Matěj Brixi, kantor († 1. května 1806)
- 13. března – Josef Rejcha, hudební skladatel a violoncellista († 5. března 1795)
- 14. března – Josef Malínský, sochař, umělec období empíru († 9. července 1827)
- 8. května – Johann Josef Nehr, klášterní lékař a zakladatel Mariánských Lázní jako lázeňského města († 13. září 1820)
- 7. července – Jakub Lokaj, hudební skladatel
- 19. listopadu – František Hantschel, osmý arciděkan v Horní Polici († 13. března 1846)

### Svět

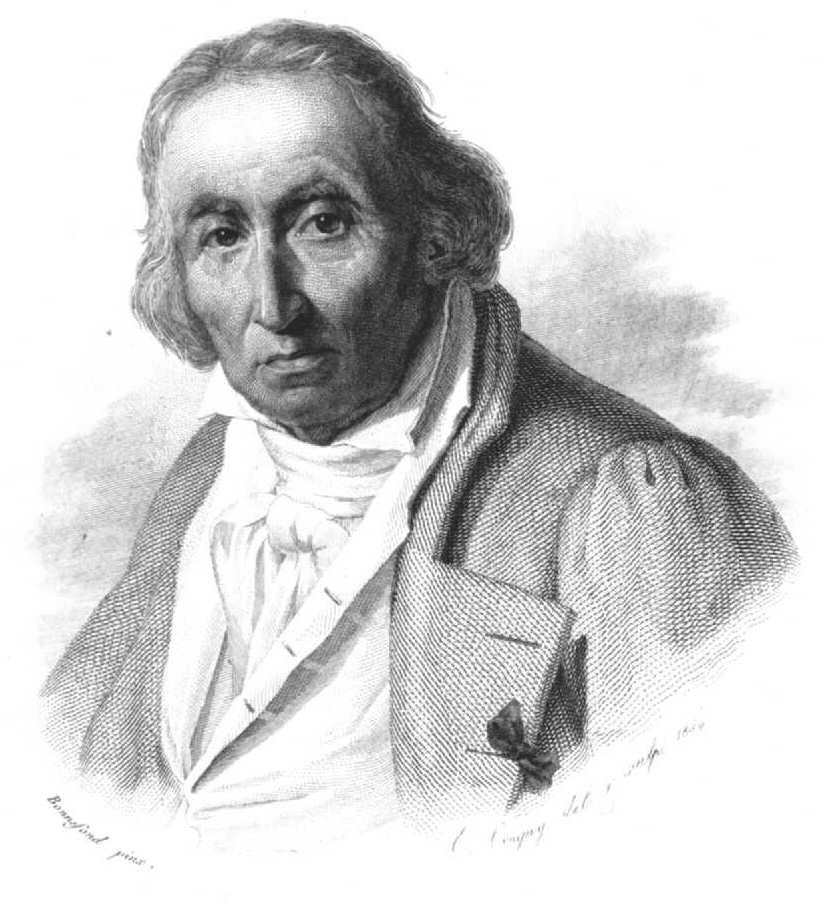
Joseph Marie Jacquard (* 17. července)

- 1. ledna – Betsy Rossová, americká švadlena; ušila první americkou vlajku († 30. ledna 1836)
- 18. ledna – John Nash, anglický architekt († 13. května 1835)
- 23. ledna – Muzio Clementi, italský hudební skladatel († 10. března 1832)
- 17. února – Friedrich Maximilian Klinger, německý dramatik († 9. března 1831)
- 4. dubna – Niccolò Antonio Zingarelli, italský hudební skladatel († 5. května 1837)
- 21. dubna – Humphry Repton, anglický zahradní architekt († 24. března 1818)
- 10. května – Pierre Riel de Beurnonville, francouzský generál a politik († 23. dubna 1821)
- 11. května – Johann Friedrich Blumenbach, německý lékař, zoolog, fyziolog a antropolog († 22. ledna 1840)
- 12. května – Gabriel Antonín Španělský, syn krále Karla III. († 23. listopadu 1788)
- 13. června – Frances Burney, anglická spisovatelka († 6. ledna 1840)
- 17. července – Joseph Marie Jacquard, francouzský vynálezce († 7. srpna 1834)
- 13. srpna – Marie Karolína Habsbursko-Lotrinská, rakouská arcivévodkyně, dcera Marie Terezie († 8. září 1814)
- 15. srpna – Ferdinand Bertini, italský skladatel, († 1. prosince 1813)
- 20. srpna – Frederika Hesensko-Darmstadtská, německá šlechtična († 22. května 1782)
- 21. srpna – Jacques Roux, francouzský duchovní a revolucionář († 10. února 1794)
- 25. srpna – Karl Mack von Leiberich, vojevůdce a podmaršálek rakouské armády († 22. prosince 1828)
- 4. září – pokřtěn Friedrich Ludwig Benda, houslista a skladatel († 20. března nebo 27. března 1792)
- 18. září – Adrien-Marie Legendre, francouzský matematik († 10. ledna 1833)
- 21. října – Bósai Kameda, japonský malíř, kaligraf a učenec († 15. dubna 1826)
- 20. listopadu – Thomas Chatterton, anglický básník († 24. srpna 1770)
- neznámé datum
  - Francesco Bianchi, italský skladatel a hudební teoretik († 27. listopadu 1810)
  - Thomas von Brady, rakouský polní zbrojmistr irského původu († 1827)
  - Pierre Joseph Bonnaterre, francouzský kněz, přírodovědec a zoolog(† 20. září 1804)

## Úmrtí

### Česko
- 6. února – Ondřej Zahner, sochař bavorského původu (* 7. července 1709)
- 10. května – Jan Adam z Questenberka, šlechtic a mecenáš umění (* 23. února 1678)

### Svět
- 3. února – Óoka Tadasuke, japonský samuraj (* 1677)
- 4. ledna – Gabriel Cramer, švýcarský matematik (* 31. července 1704)
- 15. března – Thomas Lumley, 3. hrabě ze Scarborough, britský důstojník a šlechtic (* 1691)
- 22. května – Johann Alexander Thiele, německý malíř a rytec (* 26. března 1685)
- 5. června – Karel Ludvík Fridrich Meklenbursko-Střelický, otec Šarloty, královny Británie a Hannoverska (* 23. února 1708)
- 20. července – Johann Christoph Pepusch, britský hudební skladatel a hudební vědec německého původu (* 1667)
- 12. srpna – Antonio Corradini, benátský sochař období rokoka (* 19. října 1688)
- 11. prosince – Adolf Fridrich III. Meklenbursko-Střelický, meklenbursko-střelický vévoda (* 7. června 1686)
- neznámé datum – Jacopo Amigoni, benátský malíř (* 1682)

## Hlavy států
- Francie – Ludvík XV. (1715–1774)
- Habsburská monarchie – Marie Terezie (1740–1780)
- Osmanská říše – Mahmud I. (1730–1754)
- Polsko – August III. (1734–1763)
- Prusko – Fridrich II. (1740–1786)
- Rusko – Alžběta Petrovna (1741–1762)
- Španělsko – Ferdinand VI. (1746–1759)
- Švédsko – Adolf I. Fridrich (1751–1771)
- Velká Británie – Jiří II. (1727–1760)
- Svatá říše římská – František I. Štěpán Lotrinský (1745–1765)
- Papež – Benedikt XIV. (1740–1758)
- Japonsko – Momozono (1747–1762)
- Perská říše – Šáhruch